# 김정애 (작가)
김정애는 대한민국의 텔레비전 드라마 작가이다.

## 주요 작품
- 2007년 KBS2 드라마시티 《무공족구외전》 ... 집필
- 2022년 ENA 수목 미니시리즈 《굿잡》 ... 공동집필